# Interstitium

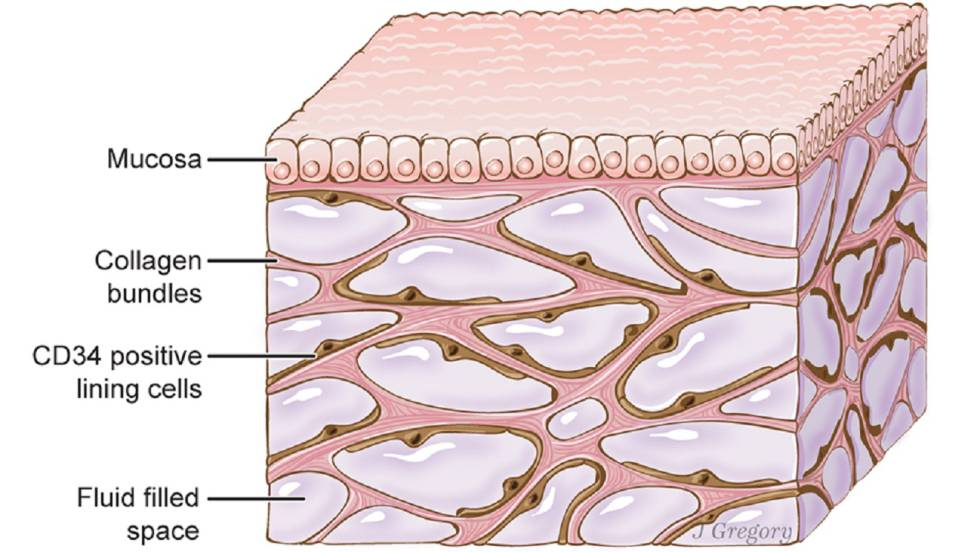
Driedimensionaal schematische weergave van het interstitium, een met vloeistof gevulde ruimte ondersteund door een netwerk van collageen

Het interstitium is de extracellulaire ruimte, de ruimte buiten de cellen van een weefsel. Het speelt een rol in de uitwisseling van aanvoer- en afvalstoffen van een meercellig organisme.
Als de vochthuishouding niet in balans is, zal in eerste instantie vocht naar of vanuit deze ruimte vloeien, om zo de bloedcirculatie in evenwicht te houden. Pas daarna zal het vocht naar of vanuit de cellen vloeien. Het interstitium beschermt daarmee de lichaamscellen tegen te snelle wisselingen in de vochthuishouding in de cellen.
Het interstitium wordt gezien als een orgaan. Het interstitium is een verklaring voor het feit dat kankercellen via bijvoorbeeld de longen de lymfeklieren kunnen binnendringen.